# Седов, Борис Николаевич
Борис Николаевич Седов (род. 20 июля 1930) — хоккеист, защитник. Мастер спорта СССР (1955).

## Биография
Воспитанник московских «Крыльев Советов».
В чемпионате СССР выступал за команды «Крылья Советов» (1948/49, 1953/54 — 1960/61), «Спартак» Москва (1949/50 — 1952/53), «Электросталь» (1961/62), «Аэрофлот» Омск (1962/63).
В 1952 году играл за дубль футбольного московского «Спартака».

## Достижения
- Чемпион СССР (1957)
- Серебряный призёр СССР (1955, 1956, 1958)
- Бронзовый призёр СССР (1954, 1959, 1960)
- Обладатель Кубка Ахерна (1961)